# Вегетаріанський екофемінізм
Вегетаріанський екофемінізм — це активістський та академічний рух , який стверджує, що всі типи гноблення пов’язані між собою та мають бути викорінені, основний фокус приділяється пригнобленню тварин. 
Через феміністську концепцію, відому як інтерсекційність, визнається, що сексизм, расизм, класовість та інші форми міжлюдської дискримінації пов’язані між собою. 
Вегетаріанський екофемінізм є частиною академічної та філософської галузі екофемінізму, яка стверджує, що способи, за допомогою яких привілейовані домінують над пригнобленими, повинні включати те, як люди домінують над природою.   Вегетаріанський екофемінізм має на меті включити до списку гноблення не лише навколишнє середовище, а й тварин. 
Вегетаріанський екофемінізм виходить за межі екофемінізму, оскільки він передбачає, що спосіб, яким люди експлуатують і вбивають тварин, має бути чітко визнаний, і що пригнічення людей пов’язане з пригніченням тварин.  Концепція видовізму є центральною для розмежування вегетаріанського екофемінізму та екофемінізму. Видовізм міцно пов’язує ієрархії, створені серед тварин, з ієрархіями, створеними серед людей.  Розрізнення між екофемінізмом і вегетаріанським екофемінізмом є важливим, оскільки зосередженість вегетаріанського екофемінізму на пригніченні тварин забезпечує зв’язок між іншими пов’язаними формами пригнічення — особливо пригніченням жінок. 

## Видовізм
Видовізм є формою пригнічення, яка є центральною для екофеміністської концепції. Переконання, що видовізм — форма гноблення, яку необхідно викорінити, є центральним для більшості вегетаріанських екофеміністських аргументів. Видовізмом послуговуються для виправдання підтримки експлуатації та вбивства тварин.  Подібно до будь-якої іншої форми гноблення, видовізм є соціальною конструкцією, яка приносить користь панівній групі за рахунок пригноблених.

### Гуманізм на противагу вегетаріанському екофемінізму
Гуманісти вважають, що видовізм не є «поганим -ізмом» накшталт расизму чи сексизму, оскільки жінки, кольорові люди та будь-яка інша група пригноблених людей є людьми, моральними істотами,  тварини ж не є такими, тому не заслуговують на ті самі права.  Згідно гуманізму, панування людей над тваринами є виправданим, і тварини призначені для споживання людиною.  Права людини за своєю суттю є важливішими за права тварин, тому що їх біологічні відмінності від людей відрізняють їх морально. 
Вегетаріанські екофеміністки стверджують, що існує зв’язок між людьми та тваринами, а верховенство людини та приниження тварин є соціальною конструкцією, яка має на меті підірвати зв’язок між людиною та твариною.  Повага до тварин — це не характеристика декількох ненормальних, які піклуються про тварин і співпереживають їм, а нормальний стан для більшості людей.  Доказом може слугувати міжкультурна практика утримання домашніх тварин або використання тварин у терапії, що демонструє силу зв’язку між людьми та тваринами. 

### Ієрархії
Ієрархія, створена серед тварин, підтверджує ієрархії, створені серед людей. Люди ідентифікують себе з  тваринами, які мають людські характеристики, і це дозволяє людям створити ієрархію, яка розміщує тварин, з якими люди можуть більше себе ототожнювати, вище, а тих, з якими вони мають менше спільних характеристик, нижче.  Розвитку людей характерне співчуття до істот схожих на себе.  Це дозволяє людям виправдовувати вбивство одних тварин, а не інших, тому що через ієрархію, яку створили люди, деякі тварини мають меншу цінність і тому мають менше прав. Наприклад, західні культури вбивають корів, курей і рибу для споживання, але вважають морально неправильним вбивати левів, собак і дельфінів. Це тому, що західні моральні цінності знаходять зв’язок між людьми та такими тваринами, як леви, собаки та дельфіни, але не знаходять зв’язку з коровами, курами та рибою, і тому цінують життя одних видів більше за інших. Які види цінуються більше, залежить від культури, країни, релігії тощо. Так в багатьох азійських культурах соціально прийнятно їсти собак, але в більшості західних культур це вважається аморальним. Відсутність універсальної ієрархії для тварин доводить, що це соціальна конструкція, створена на користь людям.
Згідно вегетаріанського екофемінізму, вбивство будь-якої тварини є частиною ширшої системи гноблення, і замість того, щоб віддавати перевагу одній тварині над іншою або людині над твариною, люди повинні піклуватися про всіх пригноблених суб’єктів і повинні прагнути покласти край гнобленню всіх істот. Створення ієрархій серед тварин також може швидко перетворитися на створення ієрархій у людей, і таким чином можна ще раз переконатись, як видовізм пов’язаний з расизмом, класовістю, сексизмом та іншими формами гноблення.
Вегетаріанський екофемінізм стверджує, що поки «люди жорстокі до тварин, вони часто є жорстокими і по відношенню один до одного», і це «замкнуте коло насильства і руйнування може закінчитися лише за умов, якщо людський вид навчиться формувати гармонійні стосунки – неієрархічні та без експлуатації – з тваринами і природним світом». 

## Зв'язок між сексизмом і видовізмом
Хоча метою вегетаріанського екофемінізму і є покінчити з усіма видами пригнічення, він зосереджується на зв’язках між пригнобленням тварин і пригнобленням жінок. І жінки і тварини об’єктивуються чоловіками в рамках домінуючого дискурсу патріархату, хоча і по-різному: жінки розглядаються як сексуальні об’єкти, а тварини розглядаються як їжа.  В обох випадках вони вважаються менш вартісними ніж люди, і, отже, їх можуть використовувати, до них можуть чинити насилля та їх можуть споживати ті, хто має більше привілеїв.  Між жінками-матерями та тваринами-матерями часто встановлюються есенціалістичні та емпатичні зв’язки. Екофеміністка Керол Адамс наводить приклад цього, коли заявляє: «Як мати, яка годує, я співчуваю свиноматці, якій було відмовлено в репродуктивних свободах і чий досвід годування здається таким жалюгідним. "  Узагальнення жінок як матерів є проблематичним, оскільки не всі жінки ідентифікують себе як матері, але часто між жінками та тваринами існує сильний зв’язок через їхній спільний досвід і пригнічення як матерів.
Виробництво яєць, телятини та молочних продуктів безпосередньо отримує прибуток від експлуатації репродуктивної системи самок. Подібним чином багато галузей, наприклад, рекламна індустрія, отримують прибуток від об’єктивізації жіночих тіл, ставлячись до них як до чогось, над чим слід панувати. Адамс стверджує, що культурно прийняте переконання, що тіла тварин — це «об’єкти для розваг або їжі», сприяє прийняттю «гетеросексуальності як норми та ідеї, що догоджати чоловікам — це жіноча робота». 

### Зв’язок між сексизмом і видовізмом через мову
Жінок часто об’єктивують, порівнюючи їх із шматком м’яса, або дегуманізують, називаючи їх «коровою» чи «куркою».   Відома історія дегуманізації через прирівнювання людей до тварин, що через видовізм означає, що вони знецінюються та вважаються менш цінними людьми.  Це часто спостерігається у випадках геноциду, оскільки в Руанді тутсі порівнювали з тарганами протягом багатьох місяців, що призвело до справжнього геноциду.  Сприйняття людей як тварин полегшує їх пригноблення, і це підтверджує те, що, щоб покласти край гнобленню людей, потрібно також працювати над припиненням гноблення тварин, оскільки доки нелюдські тварини розглядаються як безпосередньо нижчі за людей, дегуманізація й надалі виправдовуватиметься порівняннями з тваринами.

## Критика
Кетрін Пакстон Джордж виступає проти зв'язку між вегетаріанством і фемінізмом, заявляючи, що вегетаріанська дієта накладала би на жінок "додатковий тягар, який чоловіки не повинні нести".  Кетрін Пакстон Джордж стверджує це, оскільки переконана, що чоловіки мають більше шансів досягти успіху на вегетаріанській дієті, ніж жінки, заявляючи, що потенційні ризики для здоров’я, пов’язані з вегетаріанською або веганською дієтою, «рідкісні для дорослих чоловіків Заходу, для яких ця дієта найкраще підходить». Наприклад, вона назвала вагітність джерелом харчового стресу, який створює ризик для плоду. Вона також описала соціально-економічні труднощі як перешкоду для вегетаріанства жінок, особливо щодо використання добавок заліза та B12.  Крім того,  Кетрін Пакстон Джордж поставила під сумнів вірогідність досліджень рослинного харчування, стверджуючи, що вони «майже повністю проводилися на чоловіках». 

## Голоси на підтримку феміністсько-вегетаріанського зв'язку

### Вибір їжі та визначення статі
Деякі вчені, такі як Керол Дж. Адамс і Джозефін Донован, підтримують зв'язок між феміністками та вегетаріанцями. У роботі «Сексуальна політика м’яса: феміністсько-вегетаріанська критична теорія» Адамс встановлює «перехресне відображення між фемінізмом і вегетаріанством» шляхом поглибленого аналізу гендерної ідентифікації, вбудованої у вибір їжі людей.  У патріархальному суспільстві «м'ясо є постійним для чоловіків, з перервами для жінок».  Наприклад, "'Ефіопські жінки та дівчата всіх верств зобовʼязані готувати дві страви: для чоловіків, і для жінок — зазвичай без мʼяса та інших поживних протеїнів' .  Крім того, жінкам, які готуються завагітніти, кажуть, що «мають їсти м’ясо (або рибу, овочі, шоколад і сіль) принаймні за шість тижнів до вагітності, якщо вони хочуть хлопчика. Але якщо хочеться дівчинка, будь ласка, без м’яса, а радше молоко, сир, горіхи, квасоля та крупи».  Крім того, існують культурні харчові табу, які стосуються споживання м’яса залежно від статі. У деяких азіатських країнах жінкам зазвичай заборонено їсти «курку, качку та свинину», а також «рибу, морепродукти та яйця».  Жіночою їжею вважаються лише «овочі та інша нем’ясна їжа».  Таким чином, гендерна ідентифікація тісно пов'язана з поїданням тварин: споживання м’яса пов’язане з маскулінністю, тоді як споживання овочів передбачає «позбавлення чоловічності або жіночність».  Це гендерне тлумачення м’ясоїдності ще більше підкреслюється поняттям «карнофалогоцентризму», яке ввів Дерріда, і яке вказує на те, що «маскулінність і м’ясоїдність взаємодіють, щоб підтримувати мужність, силу та авторитет того, хто сперечається, веде діалог і говорить розумно».  

## Ключові мислительки
Оскільки вегетаріанський екофемінізм є частиною ширшої галузі екофемінізму, найбільш значущі мислительки вегетаріанського екофемінізму є частиною обох, але один із їхніх фокусів полягає в тому, щоб поєднати пригноблення жінок зі пригнобленням тварин і зрозуміти, як звільнення тварин вписується в екофемінізм.
Грета Гаард є однією із головних мислительок екофемінізму загалом, але особливо вегетаріанського екофемінізму. Активістка та письменниця, вона також є професоркою Університету Вісконсіна, Рівер-Фоллз. Її есе під назвою «Вегетаріанський екофемінізм» розповідає про багато основних концепцій у цій галузі, включаючи важливість включення видовізму в екофемінізм. 
Керол Дж. Адамс — письменниця, екофеміністка, вегетаріанка та активістка, яка вже понад двадцять років пише про екофемінізм, зосереджуючись на важливості зв’язку видовізму з сексизмом.  Її стаття під назвою «Екофемінізм і поїдання тварин» є важливою роботою в цій галузі. Стаття пояснює важливість відмови від споживання м’яса. Ще одна з її важливих праць — «Сексуальна політика м’яса», в якій знову розглядаються головні теми вегетаріанського екофемінізму.